# La Gouvernance des biens communs : Pour une nouvelle approche des ressources naturelles
 (mars 2016).
- Si vous ne connaissez pas le sujet, laissez ce bandeau (vous pouvez alors contacter les auteurs).
- Si vous supprimez le contenu mis en cause (vous pouvez préalablement contacter les auteurs),

argumentez précisément cette suppression dans la page de discussion
(un manque de référence n'est pas un argument ; une recherche réelle de référence doit avoir été effectuée, être formellement documentée).
 (mars 2016).
Si vous disposez d'ouvrages ou d'articles de référence ou si vous connaissez des sites web de qualité traitant du thème abordé ici, merci de compléter l'article en donnant les références utiles à sa vérifiabilité et en les liant à la section « Notes et références ».
La Gouvernance des biens communs : pour une nouvelle approche des ressources naturelles (en anglais, Governing the commons: The evolution of collective action) est un ouvrage majeur d'Elinor Ostrom, publié en 1990 et traduit en français en 2010.

## Description
Ostrom étudie dans cet ouvrage la gestion de ressources naturelles par des collectifs utilisant des formes de propriété collective. Ces ressources sont des biens communs, appelés common-pool resource, qui constituent traditionnellement un problème d'action collective pouvant mener à la surexploitation de la ressource. Alors que la privatisation ou la gestion par l'État étaient les solutions recommandées par la théorie standard - notamment depuis la publication par Garret Hardin de son article La tragédie des communs - Ostrom démontre l’existence de régimes de propriété collective, explique leur fonctionnement et identifie des critères caractérisant les organisations ayant perduré dans le temps.
L'analyse de cette forme particulière de gouvernance économique qui remet en cause les théories standard lui vaudra l'attribution du « prix Nobel » d'économie en 2009.  En développant un nouveau cadre théorique pour analyser l'action collective organisée et la gestion de ressources naturelles, Ostrom contribue également à un regain d'intérêt pour les formes de propriété communes et ouvre le champ de recherche sur les biens communs qui regroupera des chercheurs de disciplines variées et connaîtra un fort développement dans les décennies suivantes.

## Plan et résumé de l'ouvrage

### Plan
- Avant-propos
- Réflexion sur les biens communs
- Une approche institutionnelle de l'étude de l'auto-organisation et de l'auto-gouvernance de ressources communes
- Analyse de systèmes de ressources communes durables auto-organisée
- Analyse des changements institutionnels
- Analyse des défaillances et vulnérabilités institutionnelles
- Un cadre pour l'analyse des ressources communes auto-organisées et auto-gouvernées

### Résumé
Elinor Ostrom, économiste et politologue américaine, publie pour la première fois cet ouvrage en 1990, il  ne sera traduit en français qu’en 2010 à la suite du prix Nobel décerné en 2009 à l’auteure. À partir d’une sélection d’études de cas, Elinor Ostrom essaye de démontrer que les individus peuvent s’auto-organiser pour gérer durablement des biens communs hors des solutions préconisées par la science économique de l’époque (l'état fort ou la privatisation).
Elinor Ostrom montre comment les individus sont capables de résoudre les problèmes fondamentaux de l’organisation collective sans solution imposée par un acteur extérieur : la création d’une institution commune, l’engagement à suivre les règles et la surveillance mutuelle. Pour cela, l’auteure met en évidence le processus de création des institutions qui est de nature incrémentale, ainsi que des “principes de conception” qui rendent les institutions collectives durables.
Governing the commons est l’un des ouvrages majeurs d’Elinor Ostrom qui pose les bases d’un modèle complexe d’analyse de l’action collective, adapté aux formes de propriété et de gestion collectives des ressources naturelles.

## Le problème de la gestion descommon-pool-resource
L’objet d’étude d’Ostrom est la gestion en communs des common-Pool Resources ou CPR, particulièrement dans le cas de ressources naturelles. Les CPR sont définis comme des ressources dont il est difficile de contrôler l’exploitation par les usagers (faible excluabilité), mais qui, contrairement aux biens publics, ont un seuil limite d’exploitation (flux d’unité de ressource) au-delà duquel le CPR est surexploité (dommages causés au stock de ressource). Ostrom distingue la nature d’un CPR de son mode de gestion, un CPR gouverné par un régime de propriété et de gestion collective forme un commun.

### La critique des modèles de comportement collectifs
La thèse d’Ostrom sur les communs se fonde sur la critique de trois modèles de comportements collectifs qui prédisent que les individus sont incapables de gérer une ressource commune : la tragédie des biens communs de Garrett Hardin, le dilemme du prisonnier et la Logique de l’action collective de Mancur Olson. Selon elle, ces modèles soulignent les difficultés particulières de l’action collective (passagers clandestins...), mais oublient la capacité des acteurs à changer les règles du jeu.
Ostrom questionne la légitimité de ces modèles à guider l’action car des modèles stylisés ne sont selon elle que des métaphores et ne correspondent à la réalité que sur quelques facteurs. Les préconisations issues de ces modèles pour la gestion d’un CPR : la privatisation (ex : division d’un pâturage en parcelles) ou la gestion par l’État (ex : imposition de règles coercitives), sont également critiqués. Ces deux solutions préconisent des règles imposées de l’extérieur en supposant que les acteurs du terrain sont impuissants. Ostrom défend l’idée que des acteurs extérieurs ne sont pas nécessairement capables de fournir une solution adaptée aux situations complexes de gestion des CPR et que les individus sont capables de s’auto-organiser pour construire leurs propres règles.[réf. nécessaire]
L’objectif d’Ostrom est de démontrer que les prédictions habituelles de son époque concernant la gestion collective d’un CPR ne sont pas toujours vérifiées empiriquement et que l’auto-organisation des acteurs est également une solution à la tragédie des communs (surexploitation). Comment les acteurs peuvent-ils s’auto-organiser dans la gestion de communs alors que les théories habituelles prétendent que c’est impossible ?[style à revoir][réf. nécessaire]

### L'auto-organisation de l'action collective
Pour répondre à sa question de recherche, Ostrom met en lumière des cas de CPR auto-organisés et auto-gouvernés (qui n’étaient pas identifiés comme tels jusque là), et cherche à identifier quels facteurs influencent la réussite de ces expériences. Ce travail est lui-même le support du développement d’un nouveau cadre théorique adapté à l’analyse de l’action collective.[réf. nécessaire]
Dans le chapitre 2, Ostrom fait référence aux théories qui pourraient expliquer le fonctionnement de l’action collective dans les communs.
Le problème rencontré par les usagers de ressources communes est qu’ils sont physiquement interdépendants, et s'ils agissent indépendamment ils risquent de détruire la ressource. Mais transformer une situation d’action indépendante en action coordonnée comporte un coût.
L’auteure examine donc les principales théories qui cherchent à expliquer comment le comportement d’individus indépendants dans une situation d’interdépendance peut être organisé : la théorie de la firme et celle de l’État (qui correspondent aux préconisations mentionnées plus haut). Ostrom souligne ici l’absence d’une théorie similaire qui s’appliquerait à des individus auto-organisés.[réf. nécessaire]
En effet, dans ces deux théories, le coût de l’organisation collective et la responsabilité des changements institutionnels est supporté par un seul acteur (l’entrepreneur ou le législateur). Cet acteur touche le surplus issus des activités collectives, ce qui le motive à faire respecter les règles et rend la menace d’une punition crédible. L’étude d’Ostrom cherche à développer une nouvelle théorie capable d’analyser comment les individus résolvent par eux-mêmes les problèmes d’organisation de leurs actions.[réf. nécessaire]

## Une hypothèse: les individus sont capables de s'auto-organiser
À partir des théories de la firme et de l’état, Ostrom identifie 3 grandes questions qui doivent être résolues pour réguler les comportements individuels :
- Comment des moyens sont ils mobilisés pour créer une nouvelle institution, de nouvelles règles ? L’investissement dans la construction de l’institution constituant lui-même un dilemme secondaire d’action collective.
- Comment les individus peuvent prendre des engagements mutuels crédibles ? C’est-à-dire s’engager à respecter les règles de l’institution tout en sachant que chacun pourrait les enfreindre ? Cette question mène à la suivante.
- Comment la surveillance mutuelle est-elle assurée ? Cette question constitue également un dilemme secondaire puisque assurer une surveillance et sanctionner constitue également une activité coûteuse pour les individus.

L’hypothèse d’Ostrom est que les individus peuvent être capables de s’auto-organiser dans le but de gérer des ressources communes, et donc qu’ils sont capables de répondre aux problèmes d’action collective évoqués ci-dessus aussi bien que la firme ou l’État.
Concernant le facteur influençant le succès d’une gestion collective d’un CPR, les hypothèses ne sont pas explicitées et sont probablement en partie induites, et en partie issues des travaux précédents d’Ostrom et des hypothèses des chercheurs ayant réalisé des études de cas de CPR.

## La construction d'un nouveau cadre d'analyse des communs

### Méthodologie
L'ouvrage s’inscrit dans le cadre d’une vaste recherche menée par Ostrom et ses collègues, et dont la méthodologie est détaillée dans la préface. Le but de cette recherche est le développement d’une théorie capable d’expliquer comment les institutions des CPR fonctionnement, et comment les individus les modifient.
Ostrom et ses collègues ont basé leur démarche sur la compilation d’un grand nombre de d’études de cas concernant les CPR, qui existaient dans des disciplines diverses (sociologie rurale, histoire, économie, foresterie…).
On peut distinguer plusieurs étapes de recherche :
- Le rassemblement des cas dans une base de données et la sélection d’un sous-ensemble à étudier.
- Le codage de l’ensemble des études de cas selon des concepts d’une part issus de la méthode de l’analyse institutionnelle développée par Ostrom dans ses travaux précédents, d’autre part des hypothèses et concepts développés par des chercheurs de terrain ayant travaillé sur de multiples cas de gestion de CPR.
- La traduction des concepts en variables prenant des valeurs ordinales et nominales.

### Cas sélectionnés
Les critères de sélection des études existantes étaient les suivantes :
- l’étude de cas repose sur un travail de terrain approfondi
- les informations sont disponibles concernant :
  - la structure du système de ressource
  - les attributs et comportement des appropriateurs
  - les règles utilisées par les appropriateurs
  - les conséquences des comportements des appropriateurs.

### Résultats
Ostrom mentionne que ce travail de lecture, de synthèse et de codage contribua au développement du cadre théorique d’analyse des communs qu’elle détaille dans le chapitre 6, notamment sous forme de schémas présentant l’ensemble des variables articulées entre elles de manière complexe. Ostrom mentionne que cette théorie a été construite par “aller-retours” entre théorique et empirique, et qu’elle permet de combler le manque un manque au sujet des communs tout en étant susceptible d’enrichir les autres théories de l’action collective : celles de la firme et de l’État

## L’analyse des facteurs de succès et d'échec des communs

### Cas étudiés
Les cas présentés par Ostrom sont ceux qui ont été pour elle les plus instructifs concernant l’auto-organisation et l’auto-gouvernance. Ces cas ont été sélectionnés pour leur pertinence parmi l’ensemble de ceux que l’auteure a eu l’occasion d’étudier et pour la clarté des informations qu’ils fournissaient.
Ostrom détaille de manière plus précises des critères de sélection de ses cas ainsi que leur justification :
| Critrères | Justification |
| Le CPR est de petite échelle - Situé dans un seul pays - De 50 à 1 000 individus                                                         | Permettre d’étudier en détail la complexité des situations |
| Les individus sont fortement dépendants de la ressource d’un point de vue économique Le CPR est plus sujet à la pénurie qu’à l’abondance | Les individus sont fortement motivés pour essayer de résoudre leurs problèmes pour améliorer leur propre productivité L’échec de l’action collective ne peut être due à un manque de motivation |
| Le CPR est une ressources renouvelables, principalement des pêcheries, nappes phréatiques, forêts communales et petits pâturages         | Importance des ressources renouvelables dans l’activité humaine. Étudier des situations d’auto-organisation dans des environnements différents.                                                 |
| Les individus peuvent se nuire mutuellement, mais pas nuire à des acteurs extérieurs                                                     | Exclusion des cas de pollution asymétrique, de cartel permettant de contrôler un marché... |

Le livre est basé sur l’analyse d’une dizaine d’études de cas. Ces études sont principalement issues du travail de terrain d’autres chercheurs (chapitres 3 et 5). Le chapitre 4 qui analyse plus précisément les processus de changement des institutions est basé sur un travail de terrain réalisé par l’auteure avec Louis Weschler (participation à des réunions, lecture de notes internes et entretiens) au début des années 60. Un des doctorants d’Ostrom, Wiliam Blomquist, étudiera à nouveau ces cas vingt ans plus tard, permettant ainsi l’actualisation des données disponibles.

### Identification des facteurs de réussite de l’organisation collective

#### Méthode
Ostrom utilise la méthode de l’analyse institutionnelle pour analyser ces cas, comprendre comment les individus ont résolu leurs problèmes et identifier les principes qui régissent leurs institutions. Cette méthode consiste à identifier de manière systématique (p. 55) :
- les facteurs physiques, culturels et institutionnels qui influencent les acteurs impliqués
- les actions que les individus peuvent mener et leurs coûts
- les résultats qui peuvent être obtenus
- les informations disponibles
- le contrôle exercé par les individus
- les gains associés aux combinaisons d’actions.

#### Les cas de succès
Pour identifier des facteurs de succès de l’auto-organisation, Ostrom analyse au chapitre 3 des cas de succès où les appropriateurs ont conçu, appliqué, et fait respecter leurs propres règles d’usage du CPR et où le système de ressource et les institutions associées fonctionnent depuis de longtemps (100 à 1 000 ans).
À partir des cas de succès, Ostrom a identifié de manière inductive huit principes de conception que ces cas ont en commun :
1. des limites nettement définies (impliquant une exclusion des entités externes ou malvenues)
2. des règles bien adaptées aux besoins et conditions locales et conformes aux objectifs ;
3. un système permettant aux individus de participer régulièrement à la définition et à la modification des règles ;
4. une gouvernance effective et redevable à la communauté vis-à-vis des appropriateurs ;
5. un système gradué de sanction pour des appropriations de ressources qui violent les règles de la communauté ;
6. un système peu coûteux de résolution des conflits ;
7. une autodétermination reconnue par les autorités extérieures ;
8. s'il y a lieu, une organisation à plusieurs niveaux de projet qui prend toujours pour base ces bassins de ressources communes.

Ces principes permettent de montrer dans quelles circonstances les individus parviennent à s’engager à respecter des règles et à organiser leur surveillance mutuelle. Ils comportent cependant des limites mentionnées par Ostrom : cette liste est selon elle spéculative dans sa situation actuelle, et ces principes, s'ils semblent nécessaires à la réussite de l’institution, ne sont pas suffisants pour assurer un succès.

#### Les cas d’échec
Dans le chapitre 5, Ostrom analyse des cas d’échec, caractérisés par la dissipation des rentes, des conflits non résolus pouvant mener à la violence physique ou encore la détérioration de la ressource.
L’analyse de ces cas réalisés selon la même méthode permet de tester la validité des principes de conception. Ostrom compare les cas de réussite et d’échec pour montrer qu’en effet les cas de réussite respectent la totalité des principes et que les cas d’échec ne les respectent pas tous.
Cependant ces cas montrent aussi que d’autres facteurs que les principes de conception de l'institution peuvent influencer la réussite de l’action collective.
Ostrom mentionne des facteurs externes, ainsi que les caractéristiques du groupe avec comme variables : le nombre total de participants, le nombre minimal de participants nécessaire pour obtenir un bénéfice collectif, le taux d’actualisation, l’homogénéité des intérêts et la présence de participants ayant un leadership important ou des ressources supérieurs.
On peut en effet noter que dans les cas de succès étudiés les groupes d’individus étaient relativement homogènes, partageaient des valeurs de confiance et une vision à long terme, caractéristiques peut être différentes pour les cas d’échec.

### Le processus de création des institutions
Pour répondre à la question du dilemme secondaire qu’est la création d’une institution, Ostrom s’appuie sur l’analyse approfondie d’un seul cas pour lesquelles elle dispose de données importantes.
L’analyse de ce cas met en évidence un processus de changement institutionnel incrémental et séquentiel. Commencer par de petites collaborations présentant un avantage immédiat (ex : financement collectif d’une étude technique sur la ressource) permet en effet la mise en place progressive d’institution de gestion de la ressource communs.